# ミュージック・ソウルチャイルド
ミュージック・ソウルチャイルド（Musiq Soulchild、1977年9月16日 - ）は、アメリカ合衆国ペンシルベニア州, フィラデルフィア出身のR&Bシンガーである。本名はターリブ・ジョンソン。
R&Bやソウル、ジャズ等を混ぜたオリジナリティの高い楽曲が特徴。その先鋭的な音楽性から「ネオ・ソウル・シンガー」と表現されることが多い。2000年にアルバム『アイジャスウォナシング』でデビューを飾り、いきなりプラチナム・ディスクを獲得した。2013年時点で、累計11部門ものグラミー賞にノミネートされている。

## ディスコグラフィ

### スタジオ・アルバム
| 発売日         | タイトル                                   | 販売レーベル                | 全米アルバムチャート最高位 | セールス   |
| 2000年11月14日 | アイジャスウォナシング Aijuswanaseing      | Def Soul                    | 24位                       | プラチナム |
| 2002年5月7日   | ジャスリスン Juslisen                      | Def Soul                    | 1位                        | プラチナム |
| 2003年12月9日  | ソウルスター Soulstar                      | Def Jam                     | 13位                       | ゴールド   |
| 2007年3月13日  | ラヴアンミュージック Luvanmusiq            | Atlantic                    | 1位                        | ゴールド   |
| 2008年12月9日  | オンマイレディオ OnMyRadio                 | Atlantic                    | 11位                       | -          |
| 2011年5月3日   | ミュージックインザマジック MusiqInTheMagiq | Atlantic                    | 8位                        | -          |
| 2015年5月5日   | Husel Music (The Husel名義)                | Soulstar Music Company      | -                          | -          |
| 2016年4月15日  | ライフ・オン・アース Life on Earth         | My Block/E1 Music           | 27位                       | -          |
| 2017年9月15日  | Feel the Real                              | eOne/SoulStar Music Company | 126位                      | -          |

### コラボレーション・アルバム
- 『ナイン』 - 9ine (2013年、Shanachie) ※with シリーナ・ジョンソン